# Androcorys pugioniformis
Androcorys pugioniformis là một loài thực vật có hoa trong họ Lan. Loài này được (Lindl. ex Hook.f.) K.Y.Lang mô tả khoa học đầu tiên năm 1996.